# Maximums
I Maximums sono un supergruppo della DC Comics. Sono una sorta di parodia dei Vendicatori della Marvel Comics e dei Nuovi Vendicatori sempre della Marvel. Ciò si vede, oltre a varie caratteristiche che ricordano i membri di questi due team, anche al loro grido di battaglia, «Maximum in marcia!» (in inglese «Maximums March!»), che ricorda il famoso «Vendicatori Uniti!».
La loro base è a San Francisco.
Fanno la loro prima apparizione in Superman/Batman n. 20 (giugno 2005) come abitanti di un mondo parallelo. Più in là nella serie si rivela che sono stati creati dal Joker e da Mister Mxyzptlk.

## Formazione
- Soldato (Soldier): Si rifà molto a uno dei leader più celebri dei Vendicatori, Capitan America. Il suo vero nome è forse Scout. Si tratta di un leader dalla mente militarizzata e incapace di scendere a compromessi, che apparentemente è nato dall'esperimento del "Super Soldato" del suo mondo. Suo figlio "Lucky" (riferimento a Bucky, giovane partner di Capitan America) è l'unico super soldato che è rimasto ucciso.
- Vichingo (Viking): un gigantesco guerriero nordico dalla barba rossa, un berserker figlio dei Giganti del Ghiaccio e che brandisce un'ascia forgiata da Ymir. L'ascia è capace di ferire Superman. Attraverso tutti questi particolari, si capisce che il Vichingo è una chiara allusione a Thor
- Robot: una macchina vivente che si pensa sia un uomo in armatura. Possibilmente il più razionale dei Maximum. È stato creato sulla falsariga di Iron Man e dell'androide Visione. Non si conosce il suo vero nome.
- Mostro (Monster): ispirata all'Incredibile Hulk, è una ragazzina capace di trasformarsi in un mostro dotato di forza sovrumana. Il suo vero nome è Becky ed è vulnerabile alle scariche elettriche.
- Grattacielo (Skyscraper): Il suo vero nome è Harvey. Fa una comparsata nella serie in quanto è ucciso apparentemente da Superman. Si rifà molto a Giant-Man, ma con una piccola differenza: se Giant Man poteva crescere e rimpicciolire tutte le volte che voleva, Grattacielo rimane sempre un gigante.
- Calabrona (Hornet): vero nome Jaime. Creata sul modello di Wasp della Marvel Comics, è probabilmente un ibrido tra un essere umano e un extraterrestre. Il suo fisico è più da insetto che da essere umano, contrariamente alla sua controparte dell'universo Marvel. Forse ha tendenze lesbiche o bisessuali, visto che viene sedotta da Lady Godiva (una sorta di parodia dell'Incantatrice di Asgard). Dalla sua prima apparizione, è assetata di vendetta per la morte del suo fidanzato, Grattacielo.
- Arciere (Bowman): il suo vero nome è Clive. È il fantasma di un ex membro dei Maximum, morto in battaglia. Si rifà a Occhio di Falco.
- Wolfen: un licantropo che combatte per i Maximum, fisicamente ricorda molto la Bestia degli X-Men, ma il suo pelo ricorda molto il costume di Wolverine. Inoltre, come Wolverine, tende ad avere attacchi d'ira.
- Insetto (Bug): parodia dell'Uomo Ragno, è un giovane supereroe che ha i poteri di un insetto ed è dotato di quattro braccia.

Alla fine del numero di Superman/Batman che conclude la saga che li presenta, Mister Mxyzptlk ci rivela che Soldato e Wolfen sono creati sul modello di Batman, mentre il Vichingo e il Mostro hanno dei poteri che ricordano quelli di Superman, come si vede dalla frase che dice riferendosi al Vichingo: «Ascia di ghiaccio o respiro polare, che differenza fa?» (l'ultimo è uno dei poteri dell'Uomo d'Acciaio).

## I nemici
Escludendo Superman e Batman, gli arcinemici dei Maximum sono l'Asse del Male, una parodia dei Signori del male della Marvel Comics. I membri dell'Asse sono Lady Godiva, Annihilate (parodia dell'Esecutore), Demise (il Sinistro Mietitore, fratello di Wonder Man) e lo Schermidore (una sorta di fusione dello Spadaccino con il Cavaliere Nero).
Altri nemici sono l'arcinemico dell'Insetto, Halloween (creato sul modello dell'arcinemico dell'Uomo Ragno, Goblin).
La Calabrona dice che il gruppo passa molto tempo a combattere. La più memorabile delle battaglie è una con un ex membro della squadra, una certa Strega del Caos (fu la battaglia in cui l'Arciere fu ucciso). La Strega del Caos è un riferimento a Scarlet.

## Curiosità
- La scena in cui Superman viene attirato in una trappola in cui salva una ragazza, Kirsten, che poi si rivelerà essere la fidanzata dell'Insetto, è un remake della scena della morte di Gwen Stacy, ex ragazza dell'Uomo Ragno uccisa da Goblin.
- Inoltre, il nome della fidanzata dell'Insetto, Kirsten, è un riferimento all'attrice Kirsten Dunst, che ha impersonato il ruolo di Mary-Jane Watson nella saga cinematografica di Spider-Man.
- La Terra dei Maximum comprende anche una versione di Ghost Rider chiamata Skull Biker. Non si sa molto di lui, a parte che i suoi poteri sono di origine satanica.
- Capitan Atom è stato mandato lì come risultato di un'esplosione atomica che aveva a che fare con la kryptonite. Mentre riprendeva le forze, il suo colore cambiava passando al verde e distruggendo molti palazzi. Era diventato, in pratica, l'equivalente dell'Uomo Radioattivo della Marvel Comics.